# 1909 في السويد
فيما يلي قوائم الأحداث التي وقعت خلال عام 1909 في السويد.

## أحداث
- 1 يناير – إضراب السويد عام 1909

## مواليد

### يناير
- 22 يناير – مارثا نوريليوس سبّاحة من الولايات المتحدة الأمريكية.[1]

### مارس
- 26 مارس – إرنست أندرسون لاعب كرة قدم سويدي.

### يوليو
- 9 يوليو – سفين يوناسون لاعب ومدرب كرة قدم سويدي.[2]

### أغسطس
- 1 أغسطس – آينار كارلسون لاعب كرة قدم سويدي.

### أكتوبر
- 1 أكتوبر – رون كارلسون لاعب كرة قدم سويدي.
- 29 أكتوبر – هينوك أبراهامسون لاعب كرة قدم سويدي.

### نوفمبر
- 19 نوفمبر – إريك بيرسون لاعب كرة قدم سويدي.[3]

### ديسمبر
- 3 ديسمبر – آرني بيرغ درّاج طريق سويدي.
- 25 ديسمبر – إيفار إريكسون لاعب كرة قدم سويدي.[4]

## وفيات

### يناير
- 1 يناير – هانا هامرستروم (مواليد 1829) مهندسة سويدية.